# اروید اسپانگبرگ
اروید اسپانگبرگ (انگلیسی: Arvid Spångberg; ۳ آوریل ۱۸۹۰ – ۱۱ مهٔ ۱۹۵۹) شیرجه‌رو اهل سوئد بود.